# Perilissus buccatus
Perilissus buccatus är en stekelart som beskrevs av Joseph Kriechbaumer 1896. Perilissus buccatus ingår i släktet Perilissus och familjen brokparasitsteklar. Arten är reproducerande i Sverige. Inga underarter finns listade i Catalogue of Life.